# Burg Konradsheim

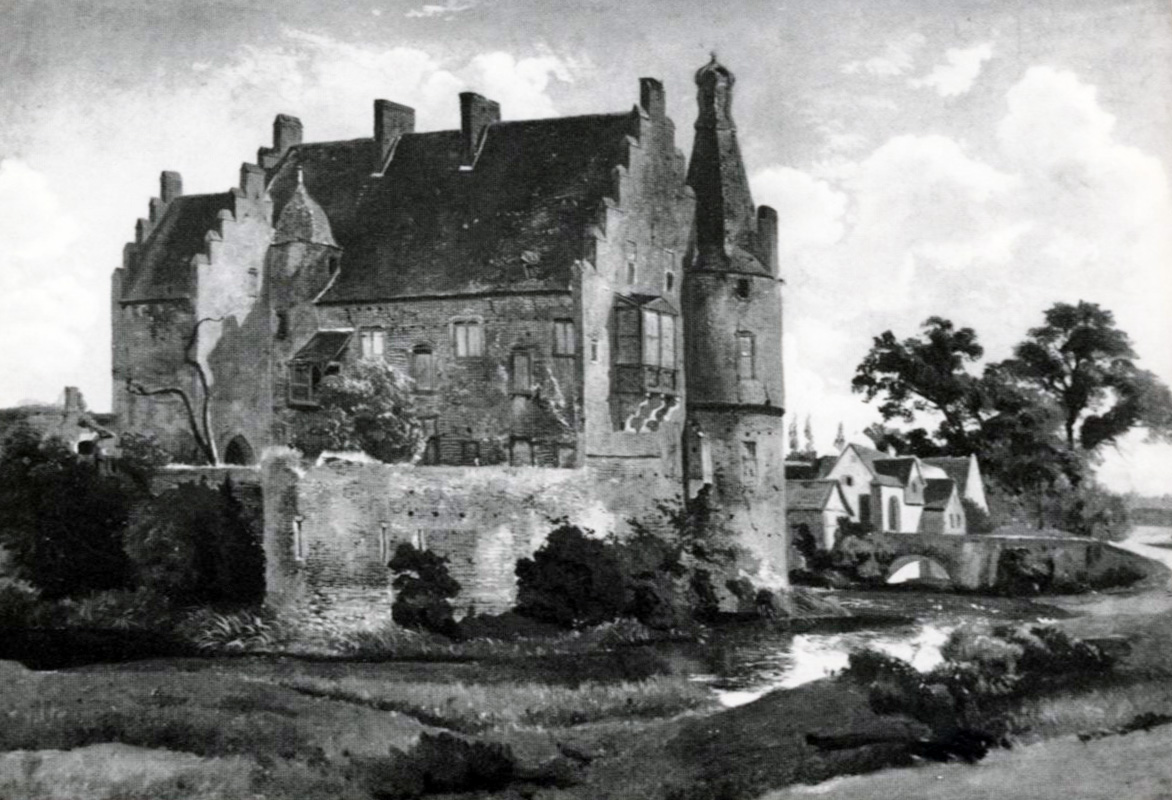
Burg Konradsheim 1864
(aus Graf Mörners Skizzenbuch)

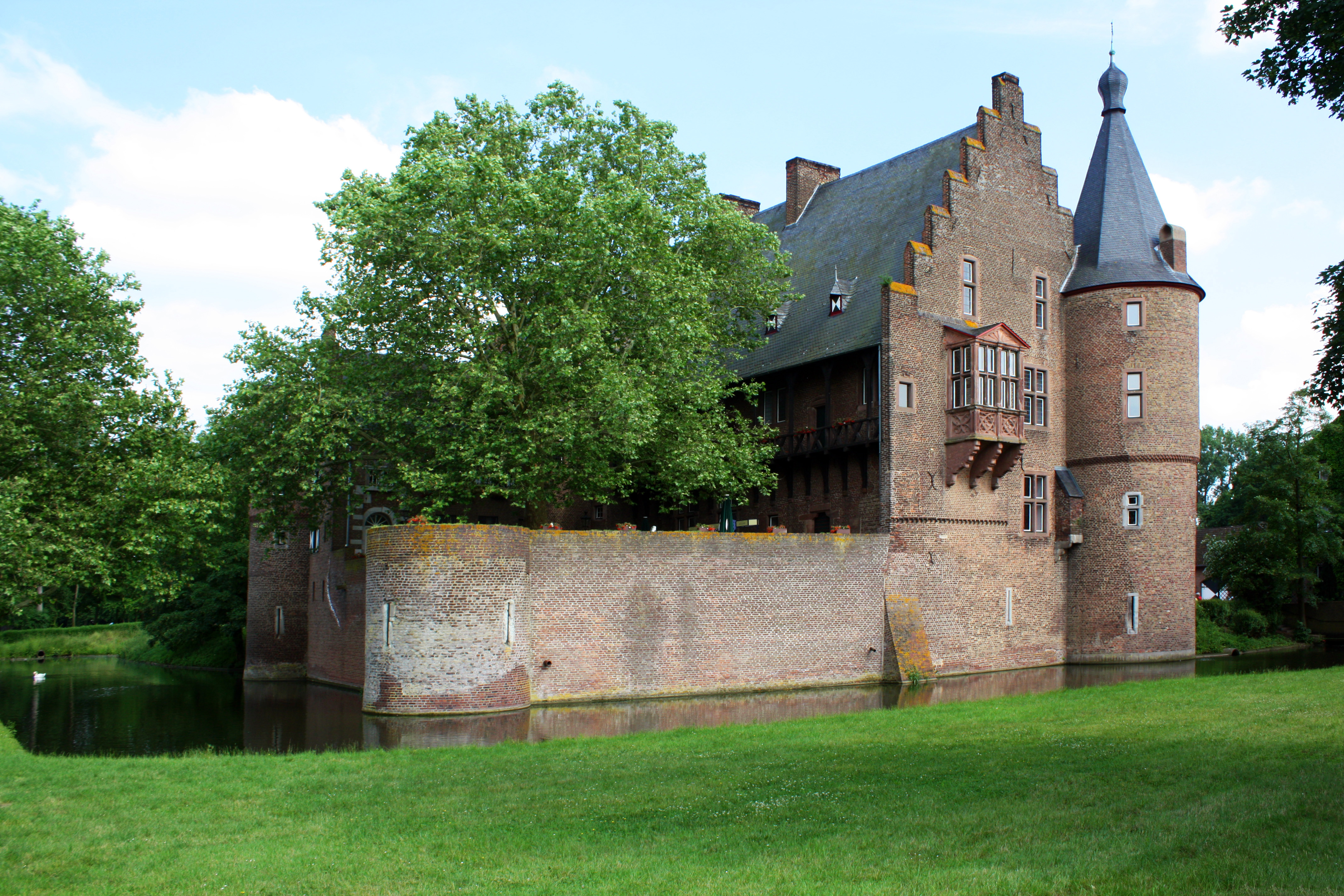
Burg Konradsheim 2010

Burg Konradsheim in Erftstadt ist eine der Wasserburgen des Stadtteiles Lechenich.
Sie liegt knapp zwei Kilometer nördlich von der Landesburg Lechenich entfernt an der Frenzenstraße (L 162) am nördlichen Ausgang Konradsheims und ist eine der wenigen noch erhaltenen spätmittelalterlichen Burganlagen.

## Geschichte

### Die Burg vom 14. bis zur 17. Jahrhundert
Erbauer der Burg Konradsheim war Ritter Arnold von Buschfeld. Dieser übertrug 1337 für die Summe von 400 Gulden dem Kölner Erzbischof Walram von Jülich das Offenhausrecht an seinem aus eigenen Mitteln erbauten befestigten Haus (domum seu munitionem sitam in Cunrisheim prope Lechnich), welches dem Erzbischof das Recht gab, das befestigte Haus jederzeit zu nutzen. Bei der Belehnung sicherte Erzbischof Walram Arnold von Buschfeld die männliche und weibliche Erbfolge zu.
Der Nachfolger Walrams, Erzbischof Wilhelm von Gennep, der nach Arnolds Tod Burg Konradsheim besetzt hatte, war erst 1354 bereit, Arnolds Nachfolger, Gerhard Beissel von dem Weyer, zu belehnen, nachdem dieser sich verpflichtet hatte, die Befestigungsanlagen, Mauern, Zinnen und Wehrgänge bis zur niedersten Fensterbank niederzulegen (dye turne van dem selven huyss gelich der nederster vinsterbanck ind die tzinnen van den muren all umb ind umb ind ouch die muren gelich der banck, da man upp ze gewer geit, doen afbrechen ind slichten). Auch hatte Gerhard sich zu verpflichten, alles auf dem Haus lagernde Gut dem Erzbischof zu überlassen und die entstandenen Kosten der Besetzung zu übernehmen. Burg Konradsheim blieb Offenhaus und Lehen des Erzbischofs.
Im 14. Jahrhundert hatten mehrere Adelsfamilien Besitz in Konradsheim, darunter die Familie von Bornheim/Buschfeld und die des Ritters Hermann Quad. An die Familie Quad erinnert noch heute die Straßenbezeichnung „Qualenberg“, eine Fehldeutung der Flurbezeichnung „Quadenberg“. Am 4. Dezember 1494 tauschen Wilhelma vanme Driesche, Witwe des Wilhelm von Linzenich, und ihre Kinder die Burg Konradsheim gegen Burg Juntersdorf.
Im 16. und 17. Jahrhundert war die in Köln ansässige, adlige Familie von Konradsheim im Ort Konradsheim und dessen Umgebung begütert. Den Ertrag der Besitzungen verwandten die Erben für die Stiftung des 1736 wiedereröffneten Kölner Priesterseminars in der Nähe des Domes.
Unter Wilhelm Haes von Konradsheim und Ehefrau Agnes von Bernsau wurde die Burg innerhalb des Jahres 1548 von Grund auf erneuert. (Wilhelm Haeß Marschalck und Anna vo Bernsaw eheluidt hant im iair 1548 diesse baw angefangen und vur außganck desselb jars durch die gnad gotz volent) Dabei wurde auf der Westseite des Wohnhauses ein auf drei Kragsteinen ruhender, spätgotischer Erker aus rotem Sandstein aufgebaut, dessen Giebeldach mit Muscheldarstellung Renaissanceformen von hoher Qualität aufweist. Durch Heirat der Erbtochter Sofia Haes mit Wessel von Loë kam die Burg 1617 in den Besitz der Herren von Loë zu Wissen bei Kleve.

### Zerfall und Wiederaufbau
Da die Besitzer nicht auf Burg Konradsheim wohnten, unterblieben notwendige Instandsetzungen, und Teile der Burg verfielen. Diesen Zerfall, sowie den Schwund an Bausubstanz der Burganlage verdeutlichte eine Zeichnung des Grafen Mörner des Jahres 1864, auf der der Nordflügel der Burg nicht mehr vorhanden war. Wenige Jahre später zeigte ein Aquarell von Carl Hohe aus dem Jahre 1877, das als Vorlage für die Lithografie Alexander Dunckers diente, einen eingestürzten Eckturm der Burg.

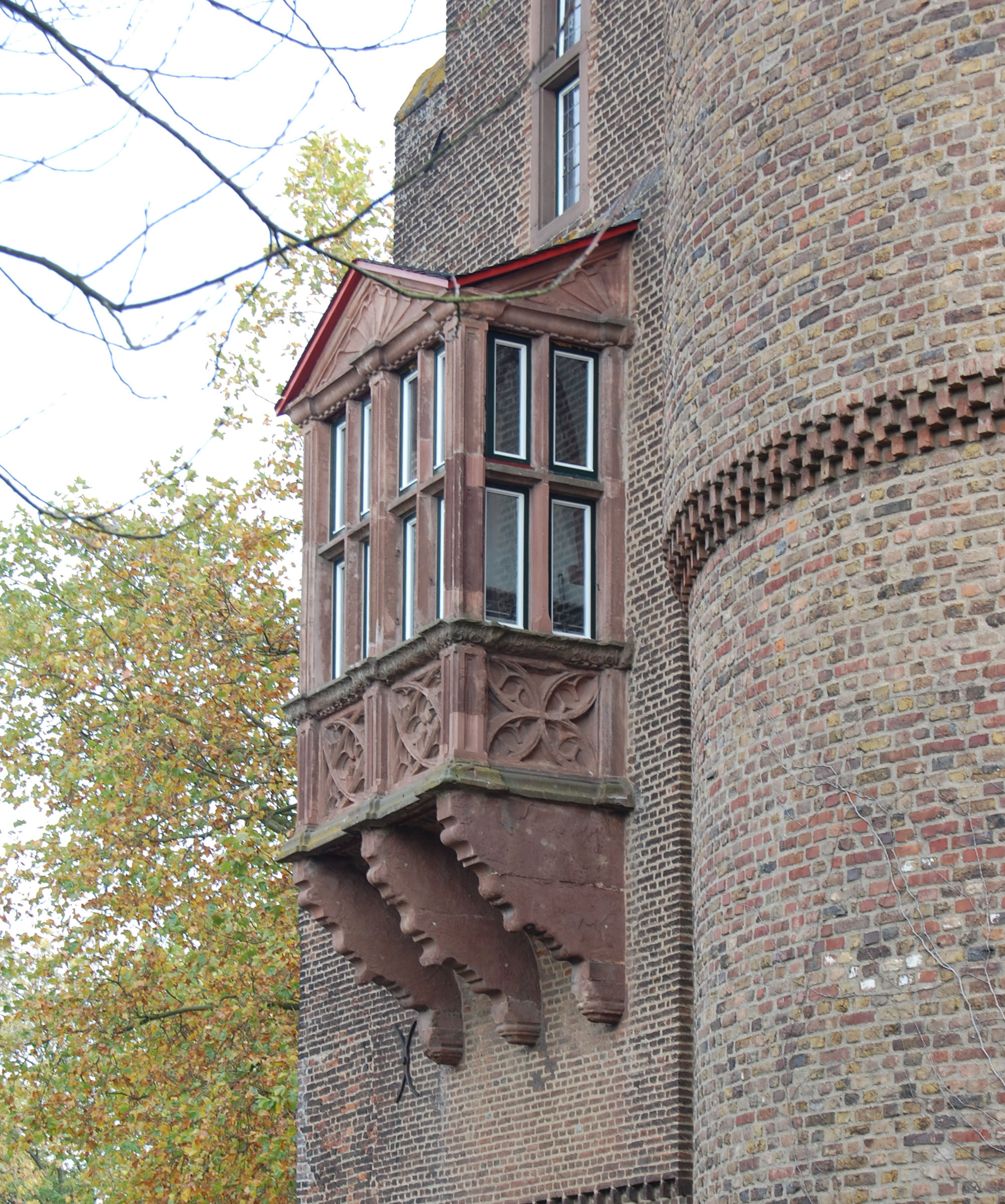
Renovierter Erker

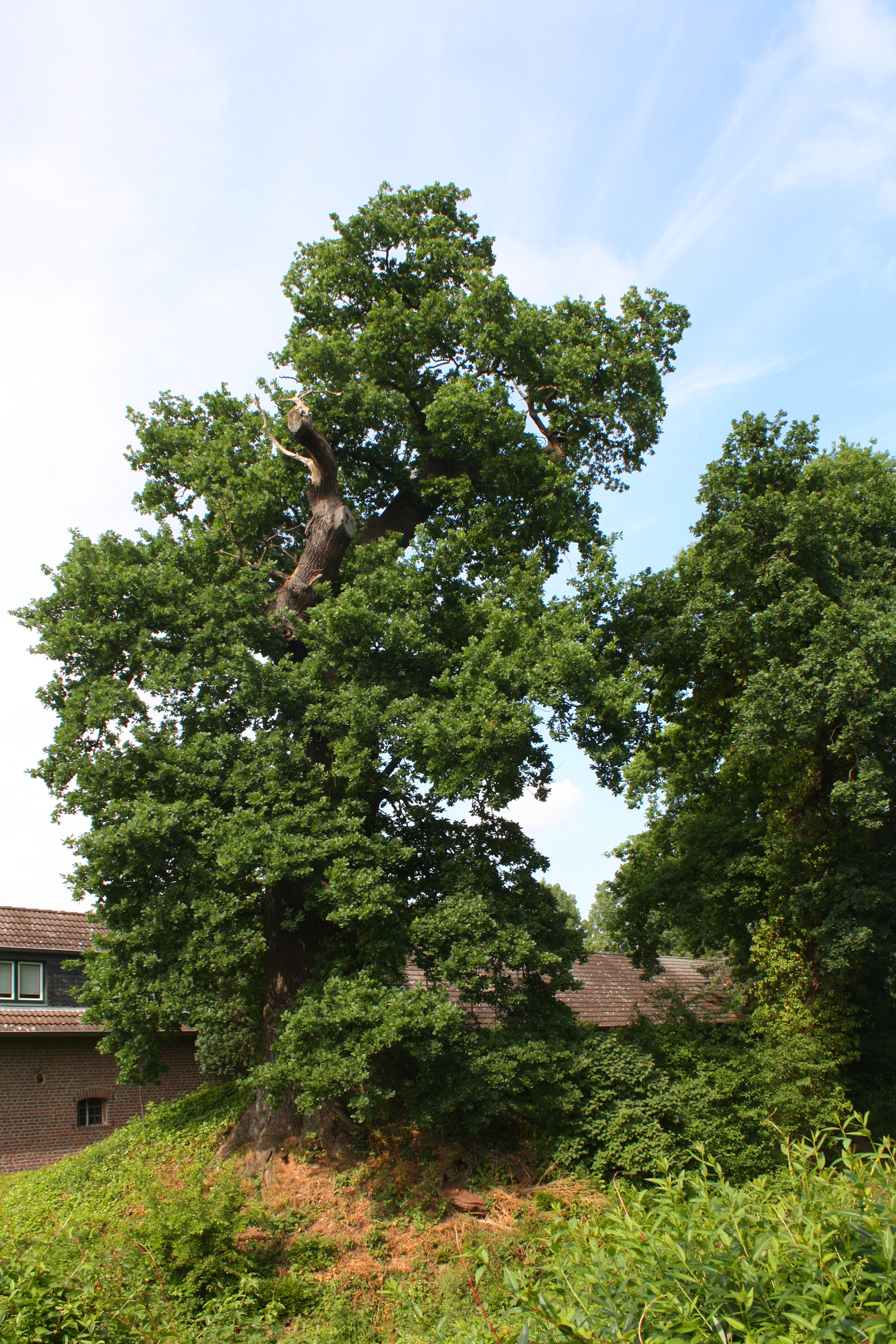
Mehr als 650-jährige Eiche

1933 ließ die Provinzialverwaltung, der heutige Landschaftsverband Rheinland, nach dem Erwerb der Burganlage von der Familie von Loe als vordringlichste Sanierungsmaßnahme die Bedachung des zweigeschossigen Bauwerks mit Stufengiebeln erneuern. 1933 veranlasste Landeskonservator Wildemann eine Rekonstruktion des hölzernen Laufgangs auf der Hofseite des Herrenhauses. Durch den Zweiten Weltkrieg verzögerte sich eine weitere Restaurierung der Burg. Nach 1960 wurde mit einem Neuaufbau begonnen. Der kunstgeschichtlich bedeutsame Erker musste neu verhärtet werden. Der fehlende Nordflügel des Torhauses wurde 1963/64 auf seinem alten Grundriss aufgebaut. Eine wertvolle Türeinfassung, die von der ehemaligen Burg Lürken stammt, wurde in den nördlichen Torflügel eingebaut. Zur gleichen Zeit wurde der Turm an der Nordecke, der wie der Westturm abgebrochen war, um zwei Geschosse aufgestockt, der Westeckturm blieb bis zur Brüstungshöhe unvollendet. Der im 19. Jahrhundert zusammengebrochene südliche Eckturm wurde 1971/72 rekonstruiert und wieder aufgebaut.
Die Innenräume der Burg, die in einem desolaten Zustand waren, wurden auf Veranlassung des Landschaftsverbandes restauriert und ihre Verwendbarkeit wiederhergestellt.
1976 verkaufte der Landschaftsverband Burg Konradsheim an die Familie Neisse, die zu dieser Zeit schon den Burghof (Gebäude und Ländereien) besaß.

### Die Vorburg
Die Gebäude der Vorburg waren durch Wassergräben geschützt. Sie wurden wie die Gräben der Hauptburg durch Einspeisung des Rotbaches (heute Mühlenbach) gefüllt. Von der Vorburg wurde der zur Burg gehörende Hof, zu dem im 17. Jahrhundert 315 Morgen Ackerland und 80 Morgen Benden gehörten, von einem Pächter (Halfen) bewirtschaftet.
Außerhalb der ehemaligen Vorburg errichtete man im 19. Jahrhundert neue Wohn- und Wirtschaftsgebäude. Neben den Initialen der von Loe gibt die Wetterfahne des Wohnhausgebäudes des heutigen Gutshofes auch das Jahr 1886 als Datum des Neubaus an. Die heutigen Wirtschaftsgebäude entstanden überwiegend im 20. Jahrhundert. Der Hof blieb verpachtet bis zum Jahre 1905, als die Besitzer der Burg und des Burghofes, der Siegburger Landrat Freiherr von Twickel zu Billerbeck und seine Frau Sofia von Loe zu Wissen, den Hof an die Familie Pilgram aus Herrig verkauften. Von deren Nachkommen erwarb ihn 1967 die Familie Neisse.
Die Wirtschaftsgebäude der ehemaligen Vorburg bestehen nicht mehr. Erhalten blieb das Wohnhaus des Halfen, ein spätmittelalterliches zweigeschossiges Backsteingebäude mit Stufengiebel. Es wurde zeitweilig als Pferdestall und danach als Remise genutzt. Das renovierte Gebäude ist heute das Clubhaus des Golfclubs Burg Konradsheim. Die Gastronomie des Golfclubs betreibt das „Restaurant Landhaus Konradsheim“.

## Heutige Nutzung der Burg

Burg Konradsheim: Dachstuhl, Bleistiftzeichnung (1999)

Der heutige Besitzer fand eine neue zeitgemäße Verwendung der Burg, nachdem sie der bisherige Pächter, ein Antiquitätenhändler, nach über 30 Jahren im Jahr 2007 verlassen hatte. Nach umfangreichen und aufwendigen Modernisierungsarbeiten wird die Burg seit dem Frühjahr 2009 für Veranstaltungen angeboten. In den renovierten Sälen, dem im Parterre liegenden Festsaal und dem darüberliegenden Rittersaal, aber auch im Gewölbekeller können gesellschaftliche Veranstaltungen, oder Tagungen und Seminare stattfinden. Trauungen sind auf Burg Konradsheim im Rittersaal und im eigens dafür eingerichteten Trauzimmer möglich.
Auch die Außenanlagen der Burg und der Innenhof des Gutshofes können für Veranstaltungen genutzt werden.
Im Außengelände schließt sich dem Areal eine Golfanlage an.
2004–2009 fand im Innenhof der Burganlage jeweils Anfang Oktober ein Kürbisfest statt, bei dem unter anderem Riesenkürbisse der Sorte Atlantic Giant mit Gewichten bis zu 600 kg pro Frucht ausgezeichnet wurden.
Seit 2011 findet regelmäßig immer Ende Oktober eine Messe unter dem Namen „Sahnestücke“ statt.